# Laetinaevia adonis
Laetinaevia adonis är en svampart som tillhör divisionen sporsäcksvampar, och som först beskrevs av Karl Wilhelm Gottlieb Leopold Fuckel, och fick sitt nu gällande namn av John Axel Nannfeldt. Laetinaevia adonis ingår i släktet Laetinaevia, och familjen Dermateaceae. Arten är reproducerande i Sverige.